# Carl Friedrich Meyer (Pfarrer)
Carl Friedrich Meyer (* 23. September 1805 in Apelern im Landkreis Schaumburg; † 22. März 1870 in Coburg) war ein deutscher evangelischer Pfarrer und Mitglied der kurhessischen Ständeversammlung.

## Leben
Karl Friedrich Meyer war ein Sohn der Eheleute Wilhelm Meyer und Katharina geborene Duysing. Nach dem Studium der evangelischen Theologie 
wurde er lutherischer Pfarrer und war von 1839 an in Kassel tätig, wo er 1849 Konsistorialrat wurde. In den Jahren 1849/1850 hatte er für den Wahlkreis Eschwege ein Mandat für die kurhessische Ständeversammlung.
1858 wurde er nach Sachsen-Coburg gerufen, wo er Vortragender Rat im Ministerium und Oberpfarrer in Coburg wurde.

## Ehrungen
- 1841  Ehrenbürger von Kassel